# Pîsarivka (Hotin), Sumî
Pîsarivka (în ucraineană Писарівка) este un sat în așezarea urbană Hotin din raionul Sumî, regiunea Sumî, Ucraina.

## Demografie
Componența lingvistică a localității Pîsarivka
     Ucraineană (93,62%)
     Rusă (5,66%)
     Alte limbi (0,12%)
Conform recensământului din 2001, majoritatea populației localității Pîsarivka era vorbitoare de ucraineană (93,62%), existând în minoritate și vorbitori de rusă (5,66%).